# Józefów (Strachówka)
Pour les articles homonymes, voir Józefów.

Józefów (prononciation : [juˈzɛfuf]) est un village polonais de la gmina de Strachówka dans le powiat de Wołomin de la voïvodie de Mazovie dans le centre-est de la Pologne.

## Histoire
De 1975 à 1998, le village appartenait administrativement à la voïvodie de Siedlce.